# Euxoa dolens
Euxoa dolens là một loài bướm đêm trong họ Noctuidae.